# Letiště Mirnyj
Letiště Mirnyj (rusky Аэропорт Мирный; sachsky Мирнэй аэропорда) (IATA: MJZ, ICAO: UERR) je letiště nacházející se 4 kilometry východně od hornického města Mirnyj, Rusko. Místní provoz tvoří středně velká dopravní letadla, která zde operují přes celý den. Letiště Mirnyj slouží také jako záložní letiště na Polar route 3. Letiště je domovská základna pro místní Alrosa Mirny Air Enterprise.

## Nehody a incidenty
- 1. listopadu 2009 nákladní letadlo  Iljušin Il-76 ruského ministerstva vnitra havarovalo krátce po vzletu z letiště Mirnyj. Během nehody zahynulo všech 11 lidí na palubě. Jednalo se o prázdný přelet na letiště v Irkutsku po doručení nákladu na letiště Mirnyj. Il-76 narazil do země v pravém náklonu nedaleko dolu Mir.